# Слобода (Добрушский район)
Слобода (бел. Слабада) — деревня в Кормянском сельсовете Добрушского района Гомельской области Республики Беларусь.

## Административное устройство
До 14 января 2023 года входила в состав Кузьминичского сельсовета. В связи с объединением Кормянского и Кузьминичского сельсоветов Добрушского района Гомельской области в одну административно-территориальную единицу — Кормянский сельсовет, включена в состав Кормянского сельсовета.

## География
В 27 км на юго-восток от районного центра Добруша и железнодорожной станции в этом городе на линии Гомель — Унеча, в 55 км от Гомеля, в 2 км от границы с Россией.

### Водная система
Река Хоропуть (приток реки Ипуть).

## Транспортная система
Транспортная связь по автодороге Красный Партизан — Добруш. В деревне 78 жилых домов (2004 год). Планировка состоит из 2 улиц связанных между собой ещё одной короткой улицей. Двухсторонняя застройка деревянными домами усадебного типа.

## История
По письменным источникам деревня известна с XVI века как село в Речицком повете Минского воеводства Великого княжества Литовского. В 1640-е годы в инвентаре Гомельского староства — боярское село на границе ВКЛ и Русского царства. После 1-го раздела Речи Посполитой (1772 год) в составе Российской империи. С 1775 году деревня находилась во владении фельдмаршала графа П.А. Румянцева-Задунайского. С 1834 года владение фельдмаршала графа И.Ф. Паскевича. В 1796 году в Белицком уезде Могилёвской губернии. В 1834 году в Зефельдской экономии Гомельского имения под названием Слобода Кузьминичская. В 1886 году работали 2 ветряные мельницы. В 1897 году находились хлебозапасный магазин, винная лавка. В Поповской волости Гомельского уезда Могилёвской губернии.
В 1926 году в деревне работали почтовое отделение, школа. Находилась в Кузьминичском сельсовете Краснобудского района Гомельского округа. В 1929 году организован колхоз.
В 1972 году в составе колхоза «Заря коммунизма» с центром в деревне Кузьминичи.

## Население

### Численность
- 2004 год — 78 дворов, 124 жителя

### Динамика
- 1796 год — 31 двор
- 1811 год — 53 двора
- 1834 год — 61 двор, 439 жителей
- 1886 год — 77 дворов, 546 жителей
- 1897 год — 110 дворов, 596 жителей (согласно переписи)
- 1909 год — 730 жителей
- 1926 год — 114 дворов
- 1959 год — 528 жителей (согласно переписи)
- 2004 год — 78 дворов, 124 жителя